# Estrenos por Movistar Plus+
Estrenos por Movistar Plus+ és un canal de televisió per subscripció espanyol, propietat de Telefónica. La seva programació es basa en l'emissió de cinema i programes independents i exclusius a Espanya.

## Història
Canal+ Estrenos va començar les seves emissions el 7 de juny de 2015. La seva programació se centra en l'emissió de cinema d'estrena. Va ser creat al costat de la plataforma Movistar+ derivant les estrenes de Canal+ 1. La CNMC va obligar a Telefónica a cedir a les altres plataformes de TV de pagament del país, el 50% dels seus canals premium exclusius, entre els quals es troben Canal+ Estrenos, Canal+ Series o Canal+ Lliga.
A partir de l'1 d'agost de 2016, complint un any de la plataforma, va passar a denominar-se Movistar Estrenos, eliminant la marca Canal+ per a així no pagar els drets a Vivendi. Això també va contreure una nova identitat visual de la plataforma i del mateix canal.
El 2 d'agost de 2016 i després d'un any d'emissions, l'operador Vodafone TV va decidir eliminar el canal de la seva oferta, en favor d'altres canals de continguts més premium per a la seva plataforma, no obstant això, l'any 2018 Vodafone decideix tornar a incorporar-ho al seu servei de televisió com a subscripció a part de la resta de canals.
El 27 de juliol de 2021, Telefónica va anunciar a través del compte oficial de Twitter de Movistar+ una reestructuració en els canals propis de cinema i sèries. Aquesta reestructuració incloïa el traspàs de contingut de Movistar Estrenos a Movistar Estrenos 2, per a heretar el contingut del cessat canal Movistar CineDoc&Roll.
El 19 de gener de 2022, Movistar+ va canviar de nom a Movistar Plus+, canvi que va contreure una nova denominació en els seus canals propis i una nova identitat visual. El canal va passar a denominar-se Estrenos por Movistar Plus+.
El 28 de gener de 2025, Movistar Plus+ va revertir el canvi de nom del canal i el va tornar a anomenar Estrenos por Movistar Plus+.
Estrenes per Movistar Plus+ es troba disponible dins de la plataforma de pagament per satèl·lit i IPTV Movistar Plus+, dins del paquet de Cinema o Premium, així com en el seu servei de vídeo sota demanda com a canal en directe.
Fora d'Espanya, a Andorra es troba disponible en el dial 2 de la plataforma SomTV d'Andorra Telecom.